# Service hors circonscription
Pour les articles homonymes, voir FX.
Un service hors circonscription (en anglais, foreign exchange service ou FX) est un service téléphonique dans lequel un téléphone d'une zone d'échange local donnée est connecté, via une ligne privée (par opposition à une ligne interurbaine), à un central téléphonique d'une autre zone d'échange local, plutôt qu'au central de la zone auquel il devrait normalement être rattaché.
Pour l'appelant, une compagnie ayant un service hors circonscription semble être située dans sa zone d'appels locaux, même si la compagnie est située hors de cette zone.
La réduction du coût des appels interurbains, l'apparition de nouveaux services (comme le renvoi automatique d'appels) et l'apparition de nouvelles technologies (comme la voix sur IP) ont beaucoup réduit l'attrait et l'utilisation de ce service.

## Fonction
Une ligne hors circonscription jouit de la zone d'appels locaux de la zone dans laquelle la ligne est numérotée.
Un abonné situé juste à l'extérieur de la zone d'appels locaux d'une grande ville doit payer des frais interurbains coûteux pour des appels qui seraient locaux et peu coûteux s'il était situé dans la zone d'appels locaux de la ville. Les frais interurbains qu'il doit payer sont d'autant plus coûteux que, dans de nombreuses régions, le service local à tarif fixe a été subventionné par un service interurbain artificiellement coûteux pendant la plus grande partie du XXe siècle. S'il fait de nombreux appels interurbains vers la ville voisine, cet abonné peut éviter ces frais interurbains coûteux en s'abonnant à une ligne hors circonscription ayant un numéro dans la ville où il fait plusieurs appels interurbains.
Par exemple, une entreprise située dans la banlieue d'une grande ville comme Montréal (par exemple, Longueuil) peut vouloir offrir ses services aux gens de la grande région de Montréal. Malheureusement, un numéro local dans sa zone d'appels locaux lui permettrait d'atteindre par un appel local seulement les gens de sa ville (Longueuil) et les gens de la ville de Montréal, mais pas les gens situés dans les banlieues de l'autre côté de la ville de Montréal. L'ajout d'une ligne hors circonscription avec un numéro de Montréal (commençant par le nombre 514 suivi de deux autres numéros à trois chiffres variables, les trois nombres unis ensemble par des tirets, à savoir : 514 - . . . - . . .) lui fournirait une couverture complète de la ville et de la majorité de ses banlieues.
Une ligne hors circonscription est généralement traitée comme faisant partie de la ville éloignée lors de l'acheminement d'appels vers des numéros de type N11, tels que des numéros d'informations ou des numéros d'appel d'urgence.
Même si le coût d'une ligne hors circonscription s'élevait à plusieurs centaines de dollars, une entreprise qui faisait de nombreux d'appels interurbains vers une certaine région pouvait en justifier le coût par des économies interurbaines, car les appels interurbains étaient très coûteux.
Dans de rares cas, le numéro de la ligne hors circonscription résidait en fait sur le même commutateur que le numéro que le client aurait obtenu pour une ligne régulière. Même dans ces cas, le client était facturé sur la base de la distance entre son centre tarifaire et le centre tarifaire du numéro hors circonscription.

## Implantation
À l'origine, la ligne hors circonscription était une paire physique de fils de cuivre en provenance du commutateur éloigné qui étaient connectés à la boucle d'abonné locale au commutateur local, sans passer par le commutateur local. Ce circuit dédié est aujourd'hui remplacé par un équivalent virtuel, où le commutateur local envoie les appels hors circonscription au commutateur éloigné sur les lignes de réseau existantes.